# Anellering
Een anellering is een reactie in de organische chemie, waarbij een nieuwe ringstructuur wordt gevormd in een molecule. Er zijn verschillende mogelijke ringvormingsmethoden: 
Voorbeelden van anelleringen zijn de Robinson-anellering, de Danheiser-anellering en bepaalde pericyclische reacties. 

## Transanellering
Een transanellering is een bijzonder type anellering, waarbij een intramoleculaire koolstof-koolstof-binding wordt gevormd in een grote cyclische verbinding. Hierdoor ontstaat een bicyclische structuur. Een voorbeeld hiervan is de keton-alkeencyclisatie, geïnduceerd door samarium(II)jodide, van 5-methyleencyclo-octanon:

## Benzanellering
De term benzanellering wordt gehanteerd wanneer een ring wordt gevormd naast een benzeenring. Voorbeelden staan hieronder:
| Geanelleerd derivaat | Bron van de cyclische verbinding |
| -------------------- | -------------------------------- |
| Benzopyreen          | Pyreen                           |
| Chinoline            | Pyridine                         |
| Isochinoline         | Pyridine                         |
| Chromeen             | Pyraan                           |
| Isochromeen          | Pyraan                           |
| Indool               | Pyrrool                          |
| Iso-indool           | Pyrrool                          |
| Benzofuraan          | Furaan                           |
| Isobenzofuraan       | Furaan                           |
| Benzimidazool        | Imidazool                        |